# Saltillo, Mississippi
Saltillo là một thành phố thuộc quận Lee, tiểu bang Mississippi, Hoa Kỳ. Năm 2010, dân số của thành phố này là 4 752 người.

## Dân số
- Dân số năm 2000: 3 390 người.
- Dân số năm 2010: 4 752 người.